# Vrhovno sodišče Združenih držav Amerike
Vrhovno sodišče Združenih držav Amerike (angleško Supreme Court of the United States, SCOTUS) je najvišje sodišče zveznega sodstva Združenih držav Amerike. Ima končno prizivno pristojnost nad vsemi primeri zveznih sodišč in nad primeri državnih sodišč, ki vključujejo ameriško ustavno ali zvezno pravo. Ima tudi prvotno jurisdikcijo nad ozkim naborom primerov, zlasti nad »vsemi primeri, ki zadevajo veleposlanike, druge javne ministre in konzule ter tiste, pri katerih je stranka država«. Sodišče ima pristojnost za presojo ustavnosti, razveljavitev zakona zaradi kršitve Ustave. Prav tako lahko razveljavi predsedniško direktivo zaradi kršitve ustave ali zakonodajnega prava. Ukrepa pa lahko samo v kontekstu primera na področju prava, nad katerim ima pristojnost. Sodišče lahko odloča o primerih s političnimi elementi, vendar je odločilo, da nima pristojnosti za odločanje o nepravnih političnih vprašanjih.
Sestavo in postopke Vrhovnega sodišča, ki je bilo ustanovljeno na podlagi 3. člena Ustave Združenih držav Amerike, je najprej določil !. kongres ZDA z Zakonodajnim zakonom iz leta 1789. Kot je določil Zakonodajni zakon iz leta 1869, sodišče sestavljajo vrhovni sodnik Združenih držav Amerike in osem prisednih sodnikov. Sodniki imajo doživljenjski mandat, kar pomeni, da ostanejo člani sodnega zbora do svoje smrti, upokojitve, odstopa ali ustavne obtožbe in odstranitve s položaja. Ko se pojavi prosto mesto, predsednik po nasvetu in s soglasjem senata imenuje novega sodnika. Vsak sodnik ima pri odločanju o primerih pred sodiščem en glas. Ko je v večini, vrhovni sodnik odloči, kdo bo spisal mnenje sodišča; sicer dodeli nalogo spisati mnenje najstarejši sodnik v večini.
Sodišče se srečuje v stavbi Vrhovnega sodišča v Washingtonu.